# Mary Hawkesworth
Mary Hawkesworth (* 26. Juni 1952) ist eine amerikanische Politologin. Seit 2005 ist sie Herausgeberin der Fachzeitschrift Signs.

## Leben und Wirken
Anfang der 1970er Jahre studierte Hawkesworth an der University of Massachusetts Amherst, wo sie einen Bachelor of Arts summa cum laude in Politologie erwarb. Im Anschluss absolvierte sie einen Studiengang in Politologie an der Georgetown University mit einem Doktorgrad mit Auszeichnung ab.
Nach einem kurzen Intermezzo als Rechtsgehilfin bei der Drug Abuse and Mental Health Administration in Rockville, Maryland begann sie 1978 Politikwissenschaften an der Georgetown University zu lehren. Seit 1998 lehrt sie an der Fakultät für Frauenforschung und Gender Studies der Rutgers University, wo sie seit 2007 das Amt der Dekanin innehat.